# TVR Grantura
De TVR Grantura is een sportwagen van het Britse automerk TVR. De Grantura kwam in vier generaties op de markt en werd telkens handgemaakt met Austin-Healey remmen, de ophanging van een Volkswagen Kever of van Triumph en een BMC-achteras.
De carrosserie van de Grantura is gemaakt uit glasvezel-versterkte kunststof en de scharnieren van de motorkap bevinden zich aan de voorkant van de wagen. Het reservewiel van de wagen kan enkel langs de deuren naar buiten worden gehaald.